# Naryngenina
Naryngenina, naringenina – organiczny związek chemiczny z grupy flawonoidów, występujący w soku z grejpfruta, a także w dojrzałych nasionach brzoskwini. Jest aglikonem narynginy.
Naryngenina działa przeciwzapalnie, wzmacnia naczynia krwionośne, obniża poziom cholesterolu.